# میگ انرژی
میگ انرژی (انگلیسی: MEG Energy) شرکت نفت و گاز کانادایی است، که در سال ۱۹۹۹ تأسیس شد.